# Pernes (Pas-de-Calais)
Pernes ist eine französische Gemeinde mit 1586 Einwohnern (Stand 1. Januar 2022) im Département Pas-de-Calais in der Region Hauts-de-France. Sie gehört zum Arrondissement Arras und zum Kanton Saint-Pol-sur-Ternoise.
Nachbargemeinden von Pernes sind Aumerval im Norden, Floringhem im Nordosten, Camblain-Châtelain im Osten, Marest im Südosten, Pressy im Süden, und Sachin im Westen.

## Bevölkerungsentwicklung
| Jahr      | 1962 | 1968 | 1975 | 1982 | 1990 | 1999 | 2007 |
| Einwohner | 1735 | 1696 | 1653 | 1516 | 1536 | 1627 | 1655 |

## Sehenswürdigkeiten
- Schlossruine (während der Revolution zerstört)
- Hôtel de Ville (Rathaus) mit einer Uhr aus dem Jahr 1586
- Kirche Saint-Pierre (16./19. Jahrhundert)
- Britischer Soldatenfriedhof